# Theater in Heilbronn

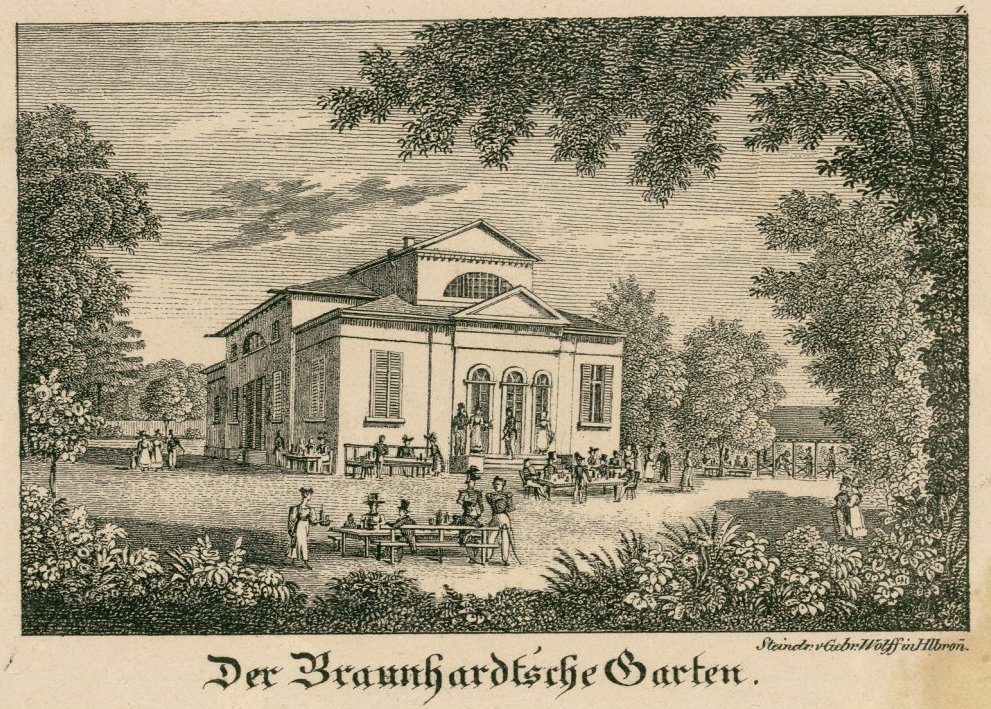
Aktien-Theater

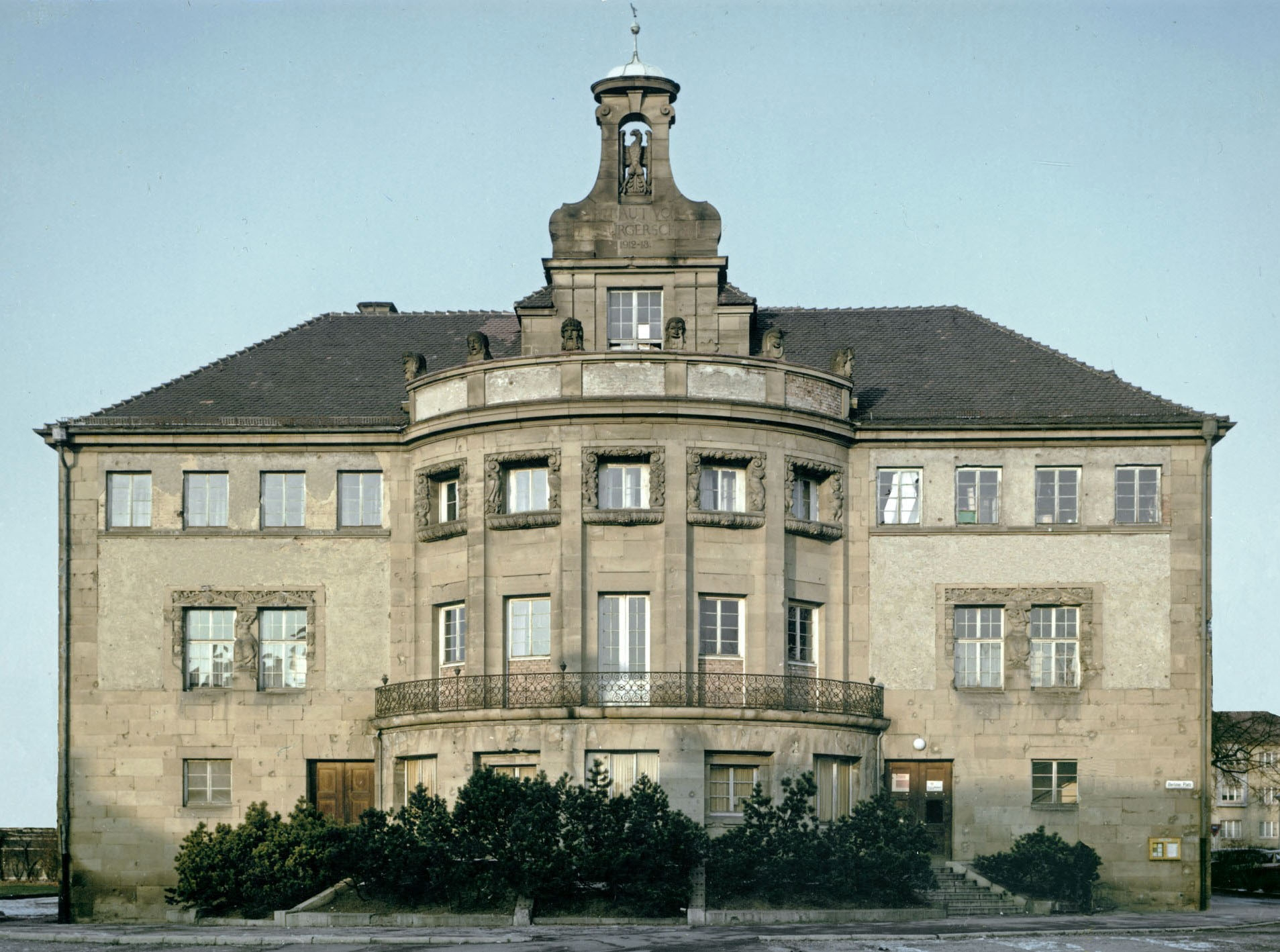
„Fischer-Theater“

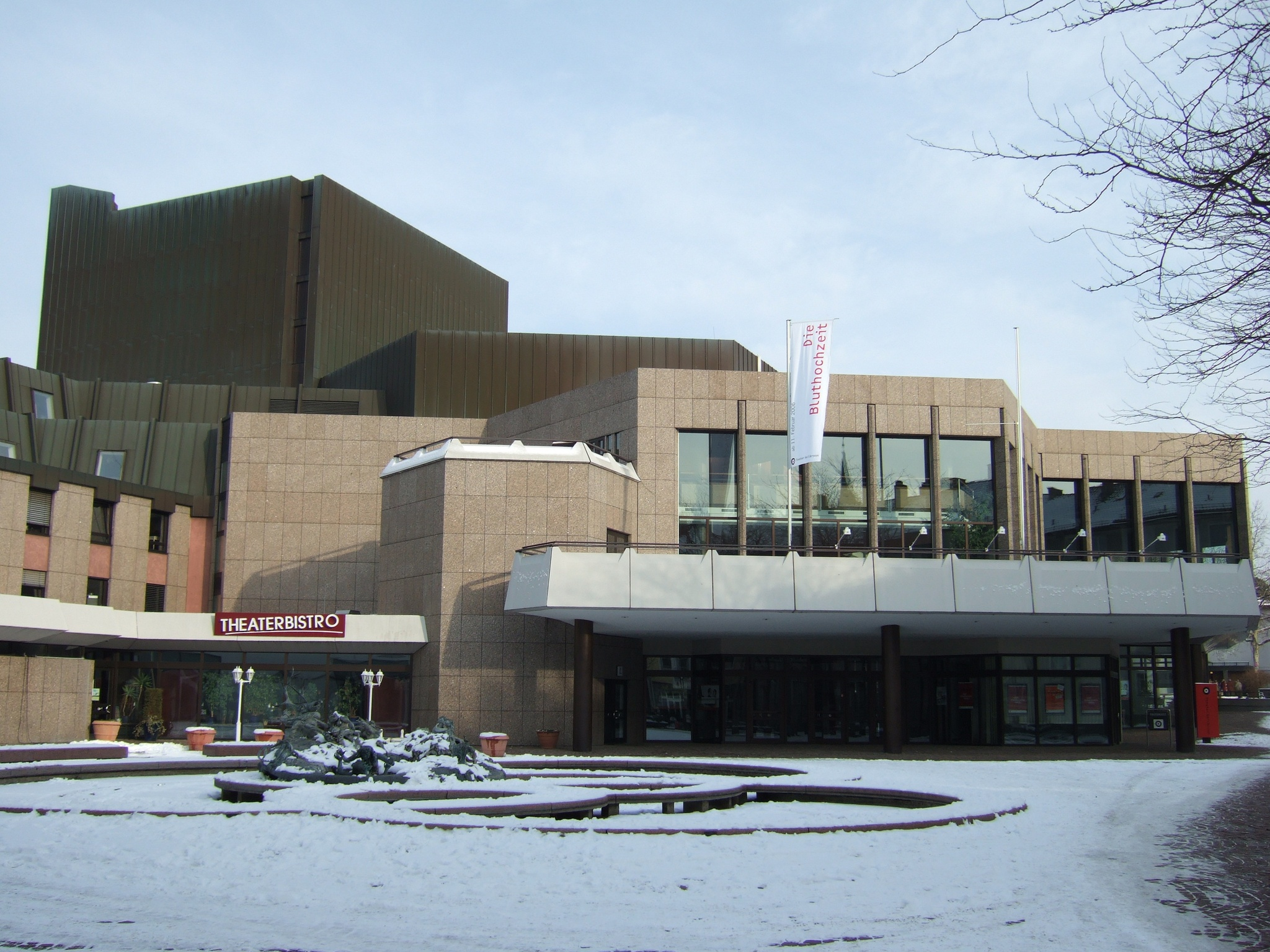
„Graubner-Theater“

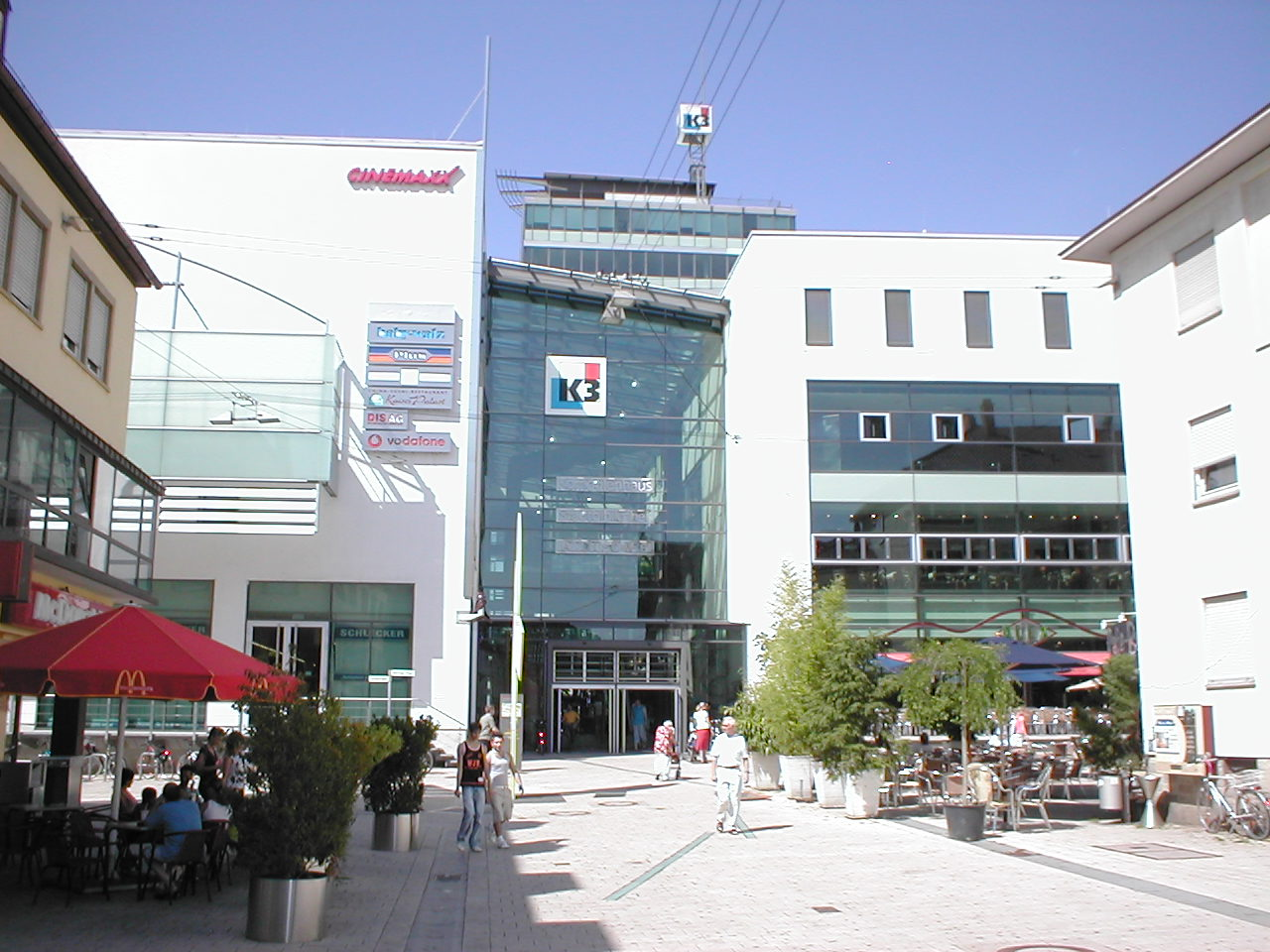
Theaterforum K3

Die uns heute bekannte Geschichte der Theater in Heilbronn beginnt mit der Erwähnung des Aktientheaters im Jahre 1844 im Stadtgarten. 1912/1913 wurde am Nordende der Allee/Berliner Platz das Alte Theater errichtet, das 1970 gesprengt wurde. Das heutige Gebäude des Heilbronner Stadttheaters wurde 1982 eingeweiht und 2001 durch das Logentheater im benachbarten „Theaterforum K3“ erweitert.

## Geschichte

### Aktientheater
Das Aktientheater wurde im Jahr 1817 errichtet und 1844 um einen Bühnenanbau erweitert. Es war Vorläufer des Konzert- und Kongresszentrums Harmonie. Auf das Aktientheater geht auch das Theater Heilbronn zurück.

### Altes Theater oder „Fischer-Theater“
Das Stadttheater (auch Fischer-Theater) wurde von 1911 bis 1913 mit Mitteln aus der Bürgerschaft nach Plänen von Theodor Fischer errichtet und war von 1913 bis 1944 Spielstätte. Das Gebäude wurde beim Luftangriff auf Heilbronn am 4. Dezember 1944 so stark beschädigt, dass es nicht mehr bespielt werden konnte. Es diente nach dem Krieg provisorisch hergerichtet anderen Zwecken (nicht mehr als Theater) und wurde am 18. Juli 1970 gesprengt.

### Stadttheater „Großes Haus“ und „Kammerspiele“
Das Stadttheater Heilbronn wurde nach Plänen der Architekten Gerhard Graubner, Rudolf Biste und Kurt Gerling erbaut und 1982 eröffnet.

### Theaterforum K3 „Komödienhaus“
Am 29. Juni 2001 erhielt das Theater neben dem bereits bestehenden Großen Haus und den Kammerspielen eine dritte Spielstätte, das Komödienhaus mit etwa 320 Plätzen im Anbau Theaterforum K3. Das Komödienhaus erhielt eine historisierende Innenausstattung mit Logen, die von dem damaligen Bühnenbildner Thomas Pekny geschaffen wurde. Weiter wurde das Logentheater mit einem Deckengemälde von Alfred Bast geschmückt.

## Festivals

### Science & Theatre Festival
Das Science & Theatre Festival ist ein internationales Theaterfestival in Heilbronn, das seit 2019 alle zwei Jahre stattfindet. Es wird vom Stadttheater Heilbronn in Kooperation mit dem Science Center experimenta organisiert. Das Festivals soll die Verbindung zwischen Wissenschaft und Theater erkunden und dabei zeitgenössische Bühnenwerke präsentieren, die sich mit wissenschaftlichen, technologischen und gesellschaftlichen Fragestellungen auseinandersetzen.
Parallel zu den Aufführungen gibt es einen internationalen Autorenwettbewerb für Theaterstücke mit wissenschaftlichem Bezug. Die besten Einsendungen werden in szenischen Lesungen präsentiert, das Gewinnerstück erhält eine Uraufführung im Science Dome der experimenta. Neben den Aufführungen umfasst das Festival Diskussionsrunden, Workshops und interaktive Formate, um den Austausch zwischen Kunst und Wissenschaft zu fördern. Zu den Gewinnern gehörten beispielsweise Christina Kettering im Jahr 2019 mit Schwarze Schwäne und vier Jahre später Laurent Gaudé mit Die letzte Nacht der Welt (La dernière nuit du monde) in der Übersetzung von Margret Millischer.